# Pematang Gadung
Pematang Gadung is een bestuurslaag in het regentschap Batang Hari van de provincie Jambi, Indonesië. Pematang Gadung telt 2378 inwoners (volkstelling 2010).